# 安曇野ちひろ公園
安曇野ちひろ公園（あづみのちひろこうえん、あずみのちひろこうえん）は、長野県北安曇郡松川村にある総合公園（都市公園）。園内に安曇野ちひろ美術館を内包している。

## 沿革
当園は、松川村が「松川村都市公園条例」に基づき、松川村3358番地48ほかに設置する都市公園である。
もともと村の観光拠点として整備された「ハートフルパラダイス文化公園」を、1996年（平成8年）6月に安曇野ちひろ美術館が完成したのを受け、安曇野の自然に囲まれた美術館のある公園として設置されたもの。公園は4年計画で、1997年（平成9年）4月、安曇野ちひろ美術館が開館されたと同時に、まず約35,000平方メートルが整備された。「安曇野ちひろ公園」という名称は、全国公募により825通の応募作品の中から選ばれた。
2016年（平成28年）には、美術館の北側に約17,000平方メートルが拡充され、「体験農園」・「体験交流館」・「トットちゃん広場」が新たに整備された。同年7月23日、公園拡充整備工事の竣工式が行われ、体験型施設としてグランドオープンした。公園内に新設された建物の名称は、公園運営ボランティアであるサポート隊により「体験交流館」、「トモエの講堂」に決定された。

## 施設概要
総面積は53,500平方メートル。
公園部分は雑草を3本抜けば無料で入園できる。トットちゃん広場は冬季（12月〜2月）休館あり。

### 体験交流館
安曇野ちひろ公園の北エリア整備について、2013年（平成25年度）ワークショップを開催し詳細について検討する中で、体験学習スペースを備えた維持管理に対応できる施設（センターハウス、現体験交流館）を建設することになった。2015年（平成27年）7月に起工し、翌2016年（平成28年）7月にオープンした。体験交流館では地元産の食材を使い、食つくりの体験（要予約）ができる。

### トットちゃん広場

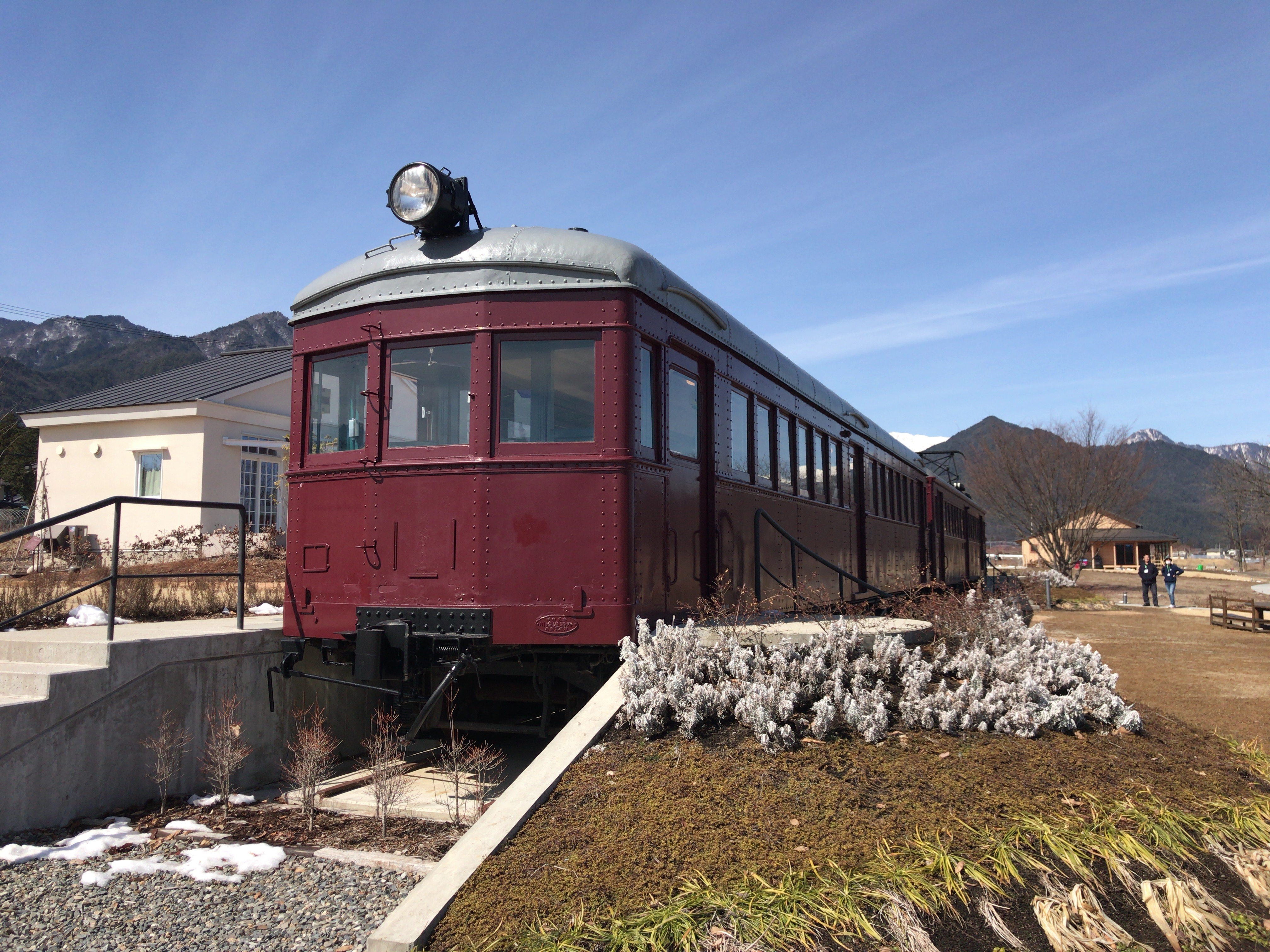
モハとデハニ

トットちゃん広場では『窓ぎわのトットちゃん』（黒柳徹子著）の世界を再現している。東京都のトモエ学園にあった「電車の教室・図書室」と「トモエの講堂」が移設されている。

#### モハとデハニ
『窓ぎわのトットちゃん』に登場する鉄道車両の校舎を再現するために、松川村が長野電鉄から譲り受けた。電車の図書室を再現した「モハ」＝モハ604（1927年製）と電車の教室の「デハニ」＝デハニ201（1926年製）がある。デハニ201は1980年（昭和55年）4月まで運行していた。2014年（平成26年）10月12日に長野電鉄から安曇野ちひろ公園へ移設された。移設当日は、前日から「特別お泊り会」を実施し、村内に宿泊した参加者約70名や松川村民と電車を迎えるイベントも行われた。
「デハニ」は黒柳が自身の幼少時代をつづったエッセー『窓ぎわのトットちゃん』に登場する「電車の教室」を再現しており、運転席後部に荷物室がある。もう1両の「モハ」は500冊の本を自由に読める図書館として開放している。

### 安曇野ちひろ美術館
1997年には財団法人いわさきちひろ記念事業団によって、いわさきちひろと世界の絵本画家の作品にふれられる絵本美術館が開館した。建物の設計は1977年に開館したちひろ美術館・東京と同じ内藤廣建築設計事務所であり、初代館長は松本猛である。

### 大花壇
毎年6月、松川中学校の生徒と「花が咲いている村づくりの会」会員により、公園内大花壇（約1万株）にブルーサルビアの定植が行なわれている。

### パツォウスカーの庭
チェコの絵本画家・アーティストのクヴィエタ・パツォウスカーがデザインした、池から美術館へと広がるエリア。8つの石のオブジェが点在している。初代館長の松本猛がイタリアのボローニャでパツォウスカーに面会し、公園の一部デザインを依頼、その後来日し松川村を訪問したパツォウスカーは、建築家の内藤廣とともに造成中の敷地を見て回り、池や石のデザインを決めたという。池は大小二つの正方形が組み合わせられている。大きい池は14メートル四方で色は白黒ベース、小さい方は8メートル四方で色は赤をベースにして数字がデザインされている。夏には、池で水遊びをする光景も見られる。オブジェの石は、土地造成の際に出土された花崗岩を半分に切断し、絵を描いたりステンレスの鏡を貼るなどのデザインが施されている。

## ギャラリー

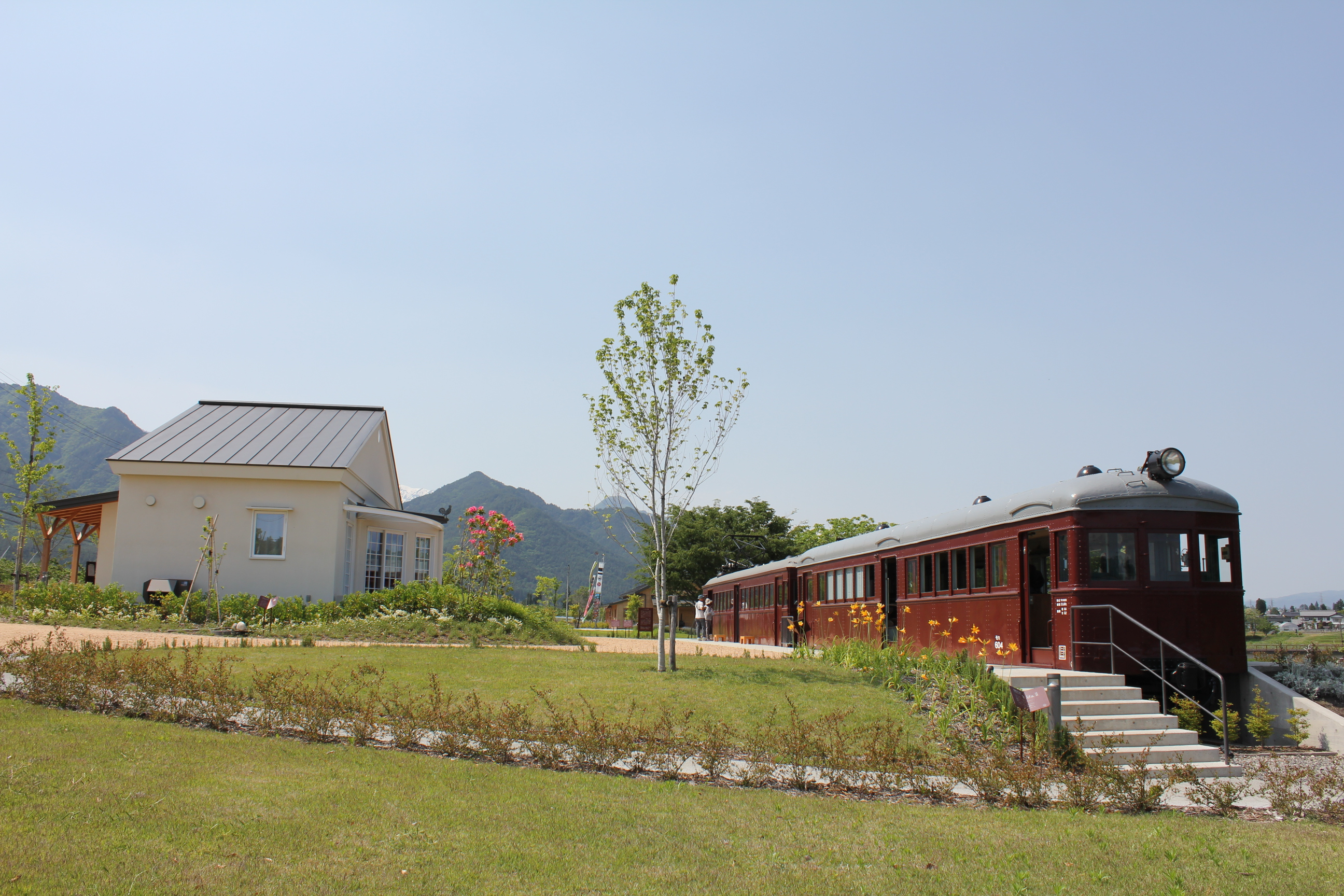
トモエの講堂とモハ604
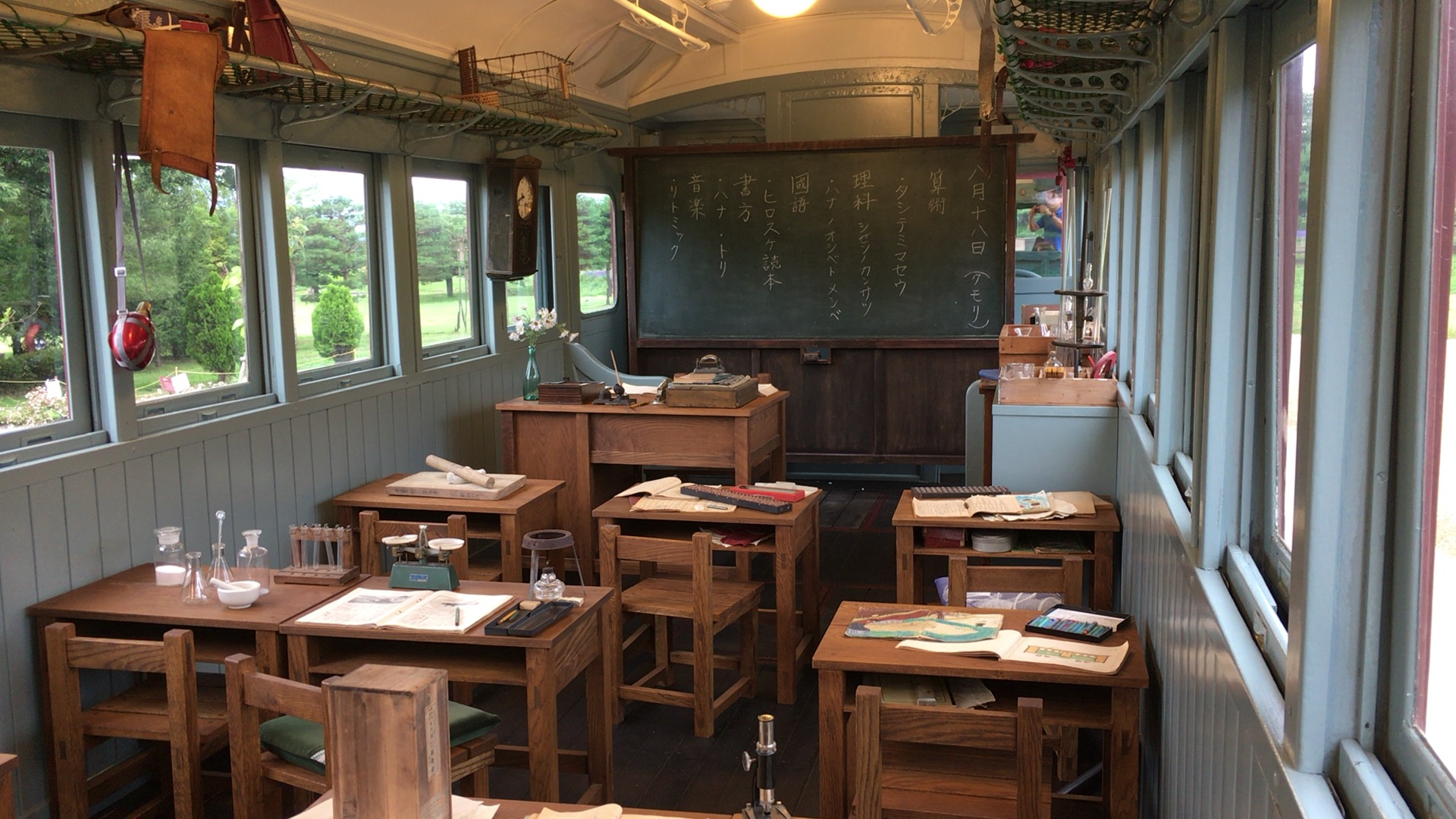
再現された電車の教室の内部
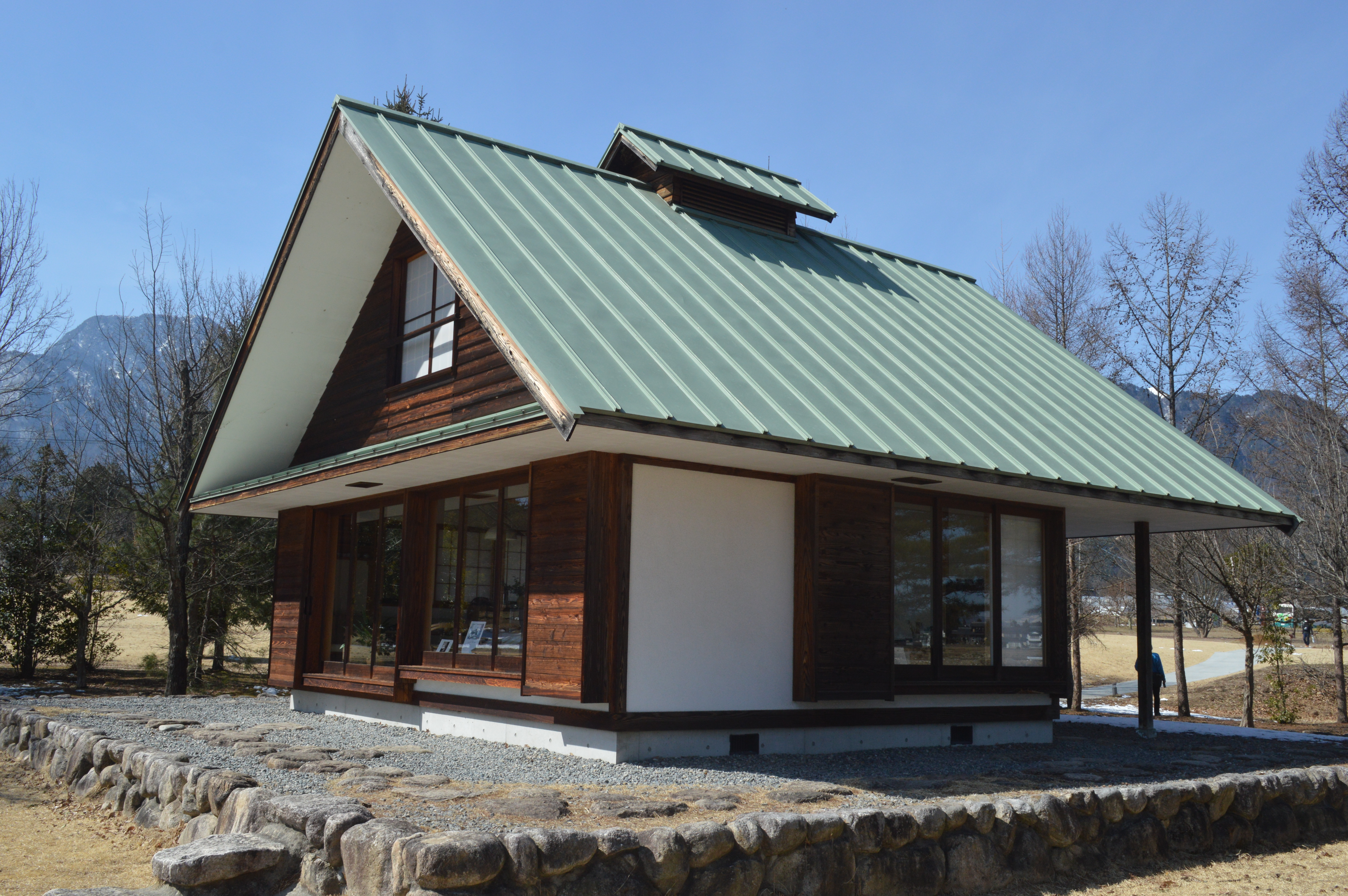
いわさきちひろ黒姫山荘

## 交通アクセス

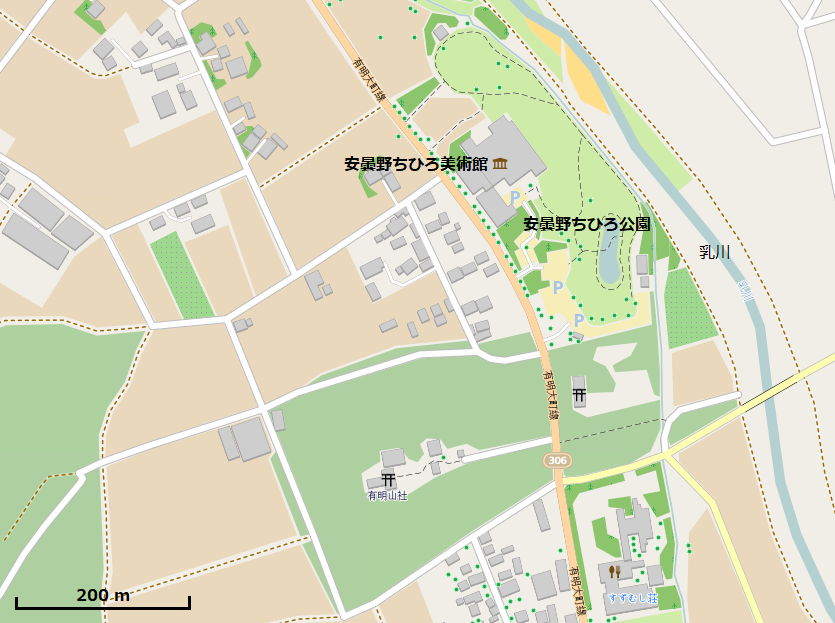
公園周辺の地図（オープンストリートマップ）
公園は穂高川支流の乳川（ちがわ）のほとりにあり、周辺には有明山社や松川神社のほか、温泉宿のすずむし荘（日帰り入浴可）がある。

公共交通機関
JR大糸線・信濃松川駅から2.5キロメートル、タクシーで5分間、自転車で15分間、徒歩30分間。
穂高駅（安曇野市）からエンジョイバスで約20分間（反対回りで約50分間、冬期運休）。
信濃大町駅（大町市）から周遊バス・信濃大町ぐるりん号で約35分間（冬期運休）。
自家用自動車
長野自動車道・安曇野インターチェンジから自動車で約30分間。
北陸自動車道・糸魚川インターチェンジ（新潟県糸魚川市）から国道148号・国道147号経由。
普通車150台、大型バス8台、身障者用4台分の駐車場スペースが用意されている。